# هارالسون (جورجيا)
هارالسون (بالإنجليزية: Haralson, Georgia)‏ هي بلدة تقع في مقاطعة كوويتا، جورجيا, مقاطعة ميريويذر، جورجيا بولاية جورجيا في الولايات المتحدة. تبلغ مساحتها 1.8 (كم²)، وترتفع عن سطح البحر 255 م، بلغ عدد سكانها 166 نسمة في عام 2010 حسب إحصاء مكتب تعداد الولايات المتحدة وتصل الكثافة السكانية فيها 80 نسمة/كم2.

## وصلات خارجية
- The US50 - Cities and Towns in Georgia State
- Georgia Cities and Towns, Facts, Map, Flag, Colleges, Government, and More